# Xu Zhen (artiste)
Pour l’article homonyme, voir Xu Zhen.
Xu Zhen (en chinois 徐震) est un artiste chinois né en 1977. Il vit et travaille à Shanghai.

## Biographie
Xu Zhen est une figure emblématique de la nouvelle génération de jeunes artistes contemporains chinois. Son œuvre incluant photographie, installation, vidéo, peinture, performance met l’accent sur la sensibilité humaine et emploie un lexique souvent provocateur qui aborde les problèmes socio-politiques et les tabous encore présents dans société contemporaine.
Il a exposé de par le monde, dans des musées et biennales tels que la  Biennale de Venise (2001, 2005), la Biennale de Lyon (2013), Asia Pacific Triennial (2012), Guangzhou Triennial (2012), The Museum of Modern Art (New York, 2004), ICP (2004), Mori Art Museum (2005), PS1 (2006), Tate Liverpool (2007) etc. Ses expositions récentes comprennent Corporate-Xu Zhen (Produced by MadeIn Company), Kunsthaus Graz (Graz, Autriche, 2015), Xu Zhen Solo Exhibition, Long Museum (Shanghai, Chine, 2015), Xu Zhen-Produced by MadeIn Company, Ullens Center for Contemporary Art (Pékin, Chine, 2014), 14 Rooms, Fondation Beyeler (Basel, Suisse, 2014), Art of Change (Hayward Gallery, Londres, 2012), 11 Rooms (Manchester International Festival, Manchester City Galleries, 2011), etc.
Xu Zhen a obtenu le prix du ‘Meilleur Artiste’ pour le China Contemporary Art Award en 2004 et du ‘Meilleur Artiste de l’Année’ pour le AAC Award en 2014.
Ses œuvres ont été collectées par de nombreuses institutions et collections privées incluant notamment la Fondation d'entreprise Louis Vuitton (Paris, France), le Centre Pompidou (Paris, France), la Daimler Collection (Berlin, Allemagne), la White Rabbit Collection (Chippendale, Australie), la Rubell Family Collection, (Miami, USA), le Musée d'art contemporain de Lyon (Lyon, France), la K11 Collection (Shanghai, Chine), la DSL Collection.

## MadeIn Company
En 2009, Xu Zhen fonde MadeIn Company, une entreprise de « production culturelle » d’art contemporain axée sur la production de créativité et destinée à la recherche des possibilités multiples offertes par la culture contemporaine. En 2013, MadeIn Company lance la marque “Xu Zhen” et  s’étend à de nombreux domaines artistiques, développant des projets curatoriaux, expositions, publications, éditions limitées et galerie.

## MadeIn Gallery
En 2014, MadeIn Company fonde MadeIn Gallery, une galerie destinée à la promotion d'artistes internationaux et organisant des évènements culturels. Située dans le quartier artistique de Shanghai à M50, MadeIn Gallery vise à devenir une plateforme importante dans le domaine de la création en Chine, donnant accès aux dernières œuvres d'artistes confirmés ou de jeunes talents. MadeIn Gallery a été présentée à la section Focus Chine de l'Armory Show de New York en mars 2014. À cette occasion, des photographies de la série Under Heaven de Xu Zhen, artiste commissionné de l'Armory cette année là, ont été utilisées comme matériel promotionnel de l'évènement.

## Expositions Solo (Sélection)
2016
- Bentu: des artistes chinois dans la turbulence des mutations, Fondation Louis Vuitton, Paris, France [6]

2015
- Corporate, Graz Kunsthaus, Graz, Autriche[7]
- In Light Of 25 Years - One of Us Is On the Wrong Side of History!, Witte de With, Rotterdam, les Pays-Bas[8]
- Xu Zhen Solo Exhibition, Long Museum, Shanghai, Chine[4]

2014
- Xu Zhen-Produced by MadeIn Company: Blissful As Gods, ShanghArt Gallery, Shanghai, Chine
- Careful Don’t Get Dirty, Patrick Waldburger Gallery, Brussels, Belgique
- Prey, Galerie Nathalie Obadia, Paris, France
- Xu Zhen-Produced by MadeIn Company, ShanghART Singapore, Singapore
- Xu Zhen-A MadeIn Company Production, Ullens Center for Contemporary Art, Pékin, Chine

2013
- The Most Important Thing Is Not the Contract, OCT, Shanghai, Chine
- Turbulent, Bund 18 Temporary Space, Shanghai Chine
- Movement Field - Xu Zhen Solo Exhibiton, Produced by MadeIn Company, Long March Space, Pékin, Chine
- Offsite：MadeIn Company, Vancouver Art Gallery, Vancouver, Canada

2012
- Forbidden Castle, Muzeum Montanelli, Prague, République Tchèque[9]
- MadeIn Company, Minsheng Art Museum, Shanghai, Chine
- Sleeping Life Away, Galerie Nathalie Obadia, Paris, France
- The Last Few Mosquitos, WHERE? , Vancouver, Canada

2011
- Action of Consciousness, ShanghART Gallery & H Space, Shanghai , Chine
- Physique of Consciousness, Long March Space, Pékin, Chine
- Physique of Consciousness, Kunsthalle Bern, Bern, Suisse

2010
- Don’t Hang Your Faith on The Wall, Long March Space, Pékin, Chine
- Seeing One's Own Eyes, IKON Gallery, Birmingham, Angleterre
- There are new species! What do you suppose they are called? , Fabien Fryns Fine Art, Los Angeles, États-Unis.
- Spread-by MadeIn, ShanghART Beijing, Pékin, Chine

2009
- Spread—New Exhibition Produced by MadeIn, ShanghART at Huaihai Rd 796, Shanghai, Chine
- MadeIn -- Seeing One's Own Eyes europalia.china, S.M.A.K., Gent, Belgique
- Lonely Miracle: Middle East Contemporary Art Exhibition, James Cohan Gallery, New York, États-Unis
- Seeing One's Own Eyes—Middle East Contemporary Art Exhibition-Space, ShanghART Gallery and ShanghART H-Space, Shanghai, Chine
- The Last Few Mosquitos, Ikon Gallery, Birmingham, Angleterre

2008
- Impossible is Nothing, Long March Space, Pékin, Chine
- Xu Zhen, Folkert de Jong, Martha Colburn, James Cohan Gallery, New York, États-Unis
- Just Did It, James Cohan Gallery, New York, États-Unis

2007
- In Just the Blink of an Eye, James Cohan Gallery with PERFORMA, New York, États-Unis
- Art '38 Basel, Art Unlimited-Xu Zhen 18 Days (at B3), ART BASEL, Suisse

2006
- 8848 - 1.86, ShanghART H-Space, Shanghai, Chine
- 8848 - 1.86, Museum Boijmans Van Beuningen, Rotterdam, Les Pays-Bas
- An Animal, 2577 Longhua Road, Xuhui district, Shanghai, Chine

2002
- Careful, Don't Get Dirty, Galerie Waldburger, Berlin, Allemagne
- A Young Man, Bizart, Shanghai, Chine

## Liens
- MadeIn Company website
- MadeIn Gallery website
- Art-Ba-Ba contemporary art forum
- ShanghART Gallery Gallery page of the artist
- James Cohan Gallery Works, biography, video clips, articles and reviews.
- Parkett magazine Vol.96 about Xu Zhen
- MoMA Interviews 2014
- Performa 2007 Live performance, In Just a Blink of Eye
- Tate Collection Mixed-media installation, 8848 - 1.86
- Xu Zhen at 88MoCCA: The Museum of Chinese Contemporary Art on the Web